# Henri Clermont
Pour les articles homonymes, voir Clermont.
Henri Clermont, né le 15 décembre 1901 à Gennevilliers et mort le 25 septembre 1969, est un athlète français pratiquant la marche athlétique.

## Biographie
Henri Eugène Clermont est le fils de Lucien Joseph Clermont, boulanger, et Célestine Charlotte Maria Goulet.
Il remporte le 10 000 m marche des Championnats de France d'athlétisme 1924.
Il participe aux Jeux olympiques d'été de 1924 en terminant 10e de l'épreuve du 10 000 m marche.
Il épouse en 1925, à Ermont, Marguerite Raymonde Gay, le couple habite à Asnieres[Lequel ?].
Il est mort à l'âge de 67 ans.